# Спектакль окончен
«Спектакль окончен» — песня, написанная Константином Меладзе и записанная российской певицей Полиной Гагариной. Композиция, спродюсированная Меладзе, была выпущена как сингл 19 января 2012 года.

## Предыстория и релиз
Песня была написана Константином Меладзе и записана Гагариной, по её признаниям, в очень короткие сроки. Ранее исполнительница уже работала с Константином, который написал для неё песню «Я тебя не прощу никогда» (2007). По сообщениям интернет-издания «Таблоид», песня была самым заметным хитом певицы, после которой она «замолчала на четыре года, главным событием этих лет было рождение ребенка и превращение в блондинку». Меладзе говорил: «Давно собирался начать совместную работу с Полиной, и, надеюсь, эта песня станет началом долгосрочного сотрудничества». В интервью NewsMusic.ru певица рассказывала:

Константин Меладзе написал для меня потрясающую песню «Спектакль окончен», которая мне очень нравится! В ней много страсти и красоты. Надеюсь, моим слушателям она тоже придется по вкусу. Эта работа была для меня большой радостью, в песне заключена целая история со своей драматургией, которую я проживаю вместе с главной героиней в каждой строке. И стихи, и музыка удивительно гармоничны, а эмоции, которыми пронизано все произведение, понятны каждому. Впервые услышав её, я сразу поверила, что она непременно станет популярной.— Полина Гагарина
«Спектакль окончен» был выпущен на радио в странах СНГ 19 января 2012 года, через систему Tophit. Также в конце января песня стала доступна для прослушивания на официальном сайте певицы. После релиза композиции в прессе появлялись слухи о романе Меладзе и Гагариной.

## Музыка и лирика
«Спектакль окончен» — это танцевальная поп-композиция, с характерным для работ Меладзе звучанием. На сайте Siteua.org писали, что «стиль Константина Меладзе, как всегда, узнаваем»: в песне присутствует танцевальный ритм с уклоном в ретро, этнические семплы с народным хоровым вокалом в духе Enigma или Era и «пара англоязычных словечек для завершения образа».

## Реакция критики
В целом, «Спектакль окончен» получил положительные отзывы от критиков, музыкальных журналистов и программных директоров радиостанций, заняв девятое место в «Экспертном чарте» портала RedStarMusic.ru, за январь 2012 года. В калужском интернет-журнале «Таблоид» писали, что композиция стала первой песней певицы за долгое время, которая претендует на звание хита, и отмечали её схожесть с произведениями группы «ВИА Гра».
Булат Латыпов в «Афише» положительно отозвался о песне. Автор писал, что Гагарина, исполнив песню, «набрела на золотую дорожку», но, тем не менее, композиция скорее звучит, как «песня Меладзе», а не как «песня Гагариной» и могла бы быть исполнена и Верой Брежневой, и группой «ВИА Гра». «…но такова уж особенность творческого метода украинского продюсера… Складывается ощущение, что великий комбинатор может тасовать свою колоду как угодно, но вытаскивать оттуда раз за разом будет только козыри. Впрочем, и на таком благодатном фоне песня выделяется — слишком цепляющая, слишком складная, слишком бьющая наотмашь туда, куда нужно. Не „Любовь спасёт мир“, нет, но на той же орбите крутится», — отмечал рецензент.

## Музыкальное видео
Видеоклип на песню был снят в январе 2012 года, в Киеве. Режиссёром выступил Сергей Солодкий, оператором — Юрий Король. Константин Меладзе говорил о видео: «В этом клипе мы старались показать, что Полина не только замечательная певица, но и красивая, весьма артистичная женщина. Этот клип — своего рода портфолио, рекламный ролик певицы Полины Гагариной». Релиз клипа прошёл 30 января 2012 года, на канале Ello (YouTube).

## Список композиций
- Украинский цифровой сингл[10]

| №  | Название            | Автор(ы)           | Длительность |
| -- | ------------------- | ------------------ | ------------ |
| 1. | «Спектакль окончен» | Константин Меладзе | 3:59         |

## Чарты
| Страна/территория (Чарт)                    | Высшая Позиция |
| ------------------------------------------- | -------------- |
| СНГ (Tophit Общий Топ-100)                  | 10             |
| СНГ (Tophit Топ-100 по заявкам)             | 3              |
| Россия (Tophit Российский Топ-100)          | 19             |
| Россия (Tophit Московский Топ-100)          | 21             |
| Россия (Tophit Санкт-Петербургский Топ-100) | 35             |
| Украина (Tophit Украинский Топ-100)         | 5              |
| Украина (Tophit Киевский Топ-100)           | 6              |
| Россия (2М Топ 10. Цифровые треки)          | 3              |
| iTunes (Россия)                             | 5              |

| Страна/территория (Чарт, 2012)                   | Высшая Позиция |
| ------------------------------------------------ | -------------- |
| СНГ (Tophit Общий Топ-200)                       | 26             |
| СНГ (Tophit Общий Топ-200. Русскоязычные синглы) | 11             |
| СНГ (Tophit Топ-200 по заявкам)                  | 8              |